# Leptonetela thracia
Espèce
Leptonetela thracia est une espèce d'araignées aranéomorphes de la famille des Leptonetidae.

## Distribution
Cette espèce est endémique de Grèce. Elle se rencontre en Thrace occidentale.

## Publication originale
- Gasparo, 2005 : Una nuova Leptonetela cavernicola di Grecia (Araneae, Leptonetidae). Bolletino del Museo regionale di Scienze naturali di Torino, vol. 22, p. 517-524.